# Miodrag Mitrović
Miodrag Mitrović (Bellinzona, 14 luglio 1991) è un calciatore svizzero, portiere del Collina d'Oro.

## Carriera

### Club
Ha giocato nella massima serie dei campionati sloveno, rumeno e bulgaro.

## Palmarès

### Club

#### Competizioni nazionali
- Coppa di Romania: 1

U Craiova: 2017-2018
- 1ª Lega: 1

Paradiso: 2022-2023 (Gruppo 3)